# أشدلق العليا (مهر أنرود)
أشدلق العلیا (بالفارسية: اشدلق علیا) هي منطقة سكنية تقع في إيران في قسم مهر أنرود المرکزي الريفي. يقدر عدد سكانها بـ 1,013 نسمة .